# GSC3336-429
GSC3336-429 є хімічно пекулярною зорею спектрального класу
Зорі спектрального класу й має видиму зоряну величину в смузі V приблизно 9,1.